# Adolivio Capece
Adolivio Capece (Milano, 17 gennaio 1947) è uno scacchista, giornalista e scrittore italiano.

## Attività agonistica
Nel 1965 rappresentò l'Italia al campionato mondiale dei giovani. Nel 1967 vinse il campionato di Milano. Ottenne la prima norma di maestro a La Spezia nel 1968. Ha fatto parte della nazionale italiana universitari. A Milano vinse il trofeo Arrigo Boito e la "6 giorni scacchistica". Nel 1972 acquisì la promozione a maestro classificandosi secondo nella finale di campionato italiano. Nel 1972 fece parte della nazionale alle olimpiadi di Skopje. 
Ha ricoperto la carica di consigliere federale dal 1978 al 1979 e dal 2001 al 2002. Ha curato i rapporti con la stampa della Federazione Scacchistica Italiana fino al 2020.

## Carriera giornalistica
Ha tenuto la rubrica di scacchi prima su Il Giornale, poi su La Voce, e altri, poi in seguito, su La Stampa e L'Unità. 
Nel 1992 subentrò a Giovanni Ferrantes nella direzione de L'Italia Scacchistica, rivista che ha diretto fino alla fine del 2012.
Ottenne la stella di bronzo del CONI nel 2015.

## Libri
- Storia degli scacchi, De Vecchi, 2003
- Strategia e tecnica delle aperture negli scacchi, De Vecchi, 1974
- Il problema di scacchi, De Vecchi, 1974
- Fischer, le partite commentate mossa per mossa, De Vecchi, 1974
- Finali di pedone, De Vecchi 1975
- Le più belle vittorie del campione mondiale Anatolij Karpov, Feltrinelli 1975
- La difesa Siciliana, De Vecchi 1976
- Imparo gli scacchi, Mondadori 1976
- A scuola di scacchi, Jackson 1986-87
- Gli scacchi nella storia e nell'arte, De Vecchi, 2001
- Corso di scacchi, De Agostini, 2004
- Gli scacchi con i campioni, Zelig, 2006
- Giocare a scacchi, De Vecchi, 2011
- Gli scacchi, sport della mente, De Agostini/La Gazzetta dello Sport